# 法丽达·阿齐佐娃
法丽达·阿齐佐娃（1995年6月6日—）生于库萨雷区，是一名阿塞拜疆女子跆拳道运动员。阿齐佐娃于2003年10月开始练习跆拳道，当时她的腿部有问题，医生建议她练习经常需要活动腿部的运动，最终她选择了跆拳道，2004年，她首次参加国内的锦标赛，便收获一枚铜牌。